# یانگ جیان (شیرجه‌رو)
یانگ جیان (انگلیسی: Yang Jian؛ زادهٔ ۱۰ ژوئن ۱۹۹۴) شیرجه‌رو اهل چین است.
وی در مسابقات کشوری و بین‌المللی در مجموع برندهٔ ۲ مدال طلا، ۱ مدال نقره، ۱ مدال برنز شده‌است.